# Angkor Tiger Football Club
Angkor Tiger Football Club, ou simplesmente Angkor Tiger (quemer: អង្គរ ថៃហ្គ័រ), é um clube de futebol cambojano com sede em Siem Reap. Disputa atualmente a primeira divisão nacional.